# Nostra Signora del Laus

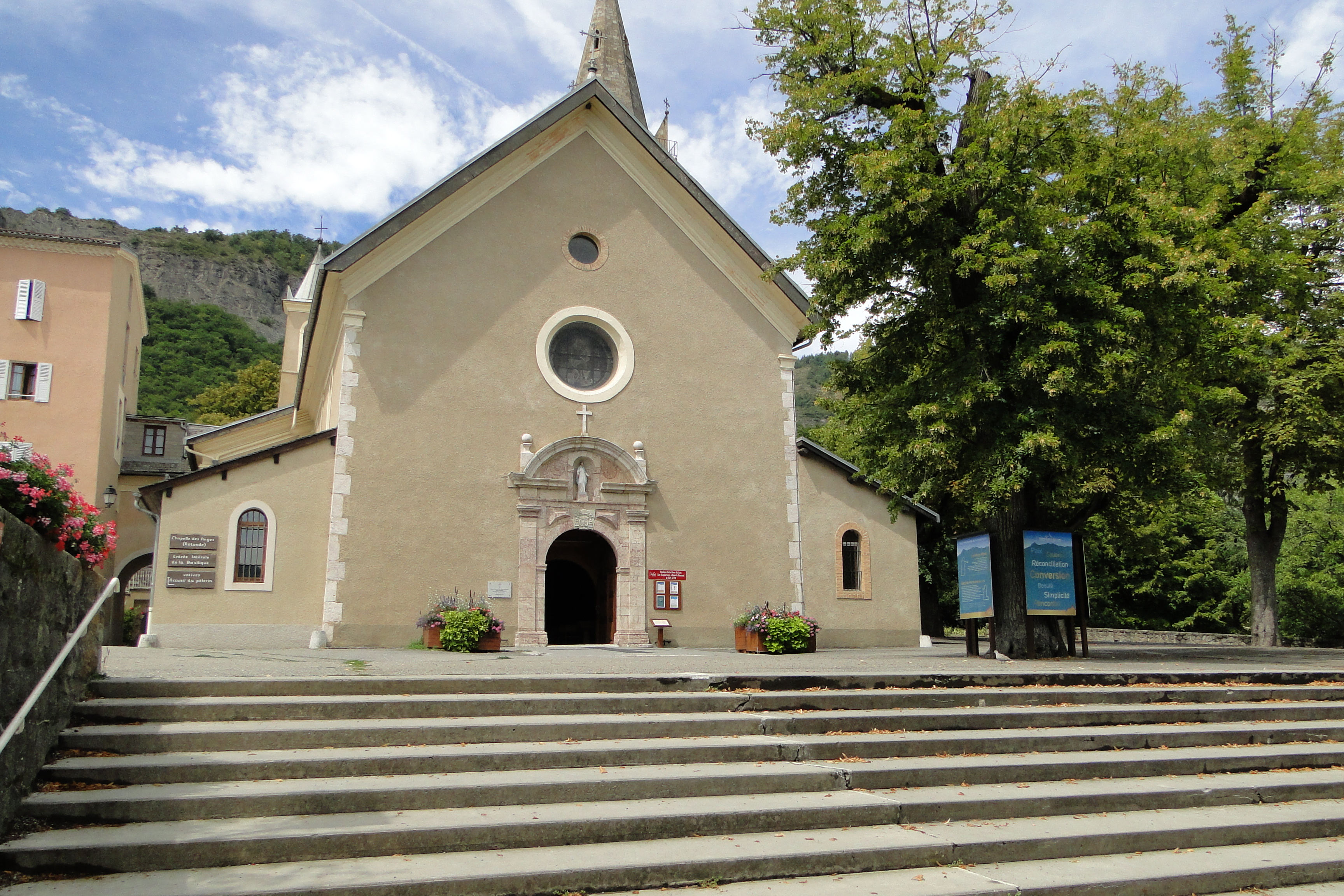
Il santuario di Notre Dame du Laus: facciata

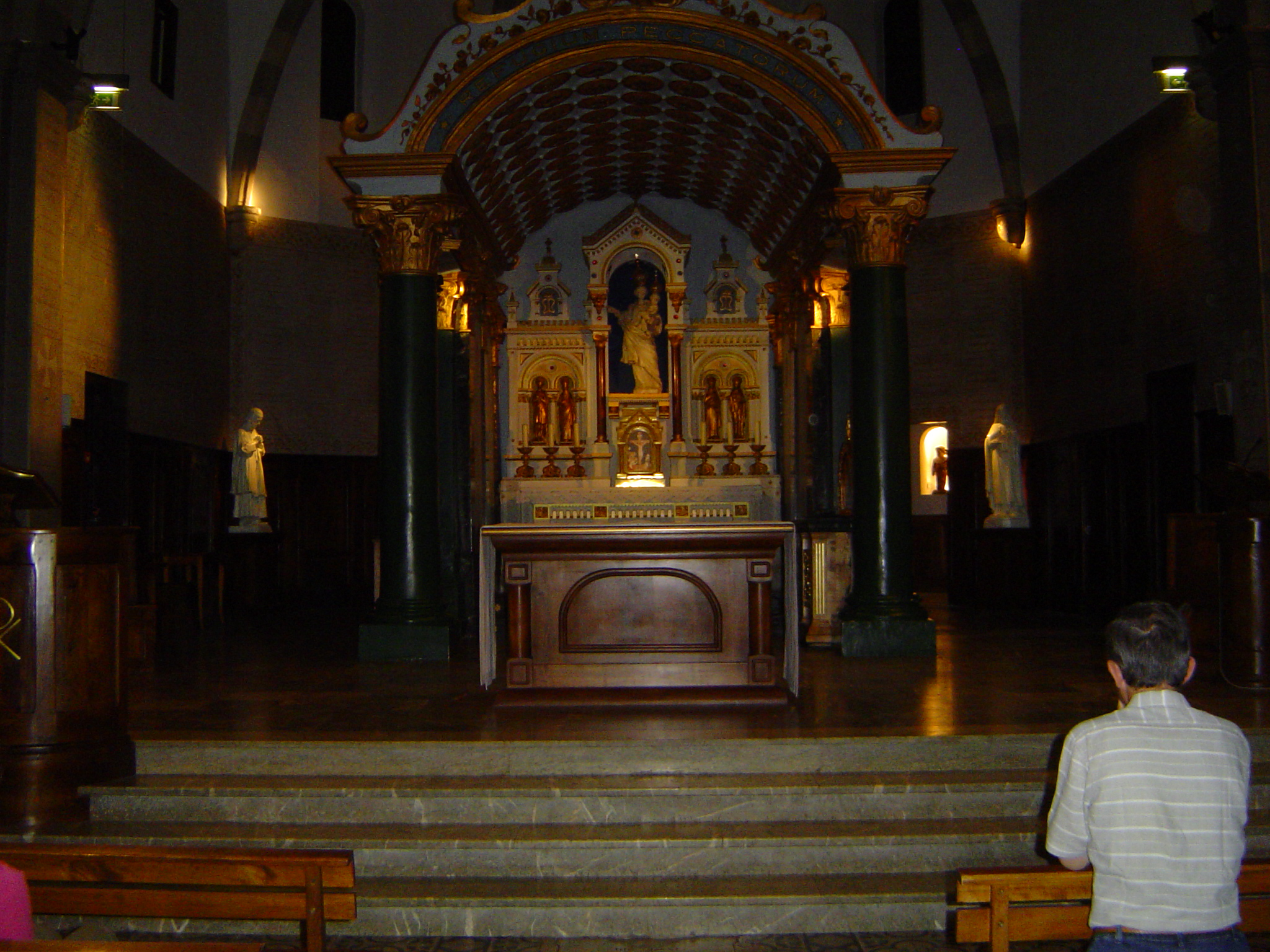
La cappella del "Bon-Rencontre"

Nostra Signora del Laus (o Notre-Dame du Laus, in lingua occitana: Nostra Signora del Lago), è l'appellativo con cui i cattolici venerano Maria, in seguito alle apparizioni che ebbe, dal 1664 al 1718, la pastorella francese Benedetta (Benoîte) Rencurel, prima presso Saint-Étienne-le-Laus, suo paese natale, poi presso Laus, dove ora sorge un santuario.

## La storia delle apparizioni

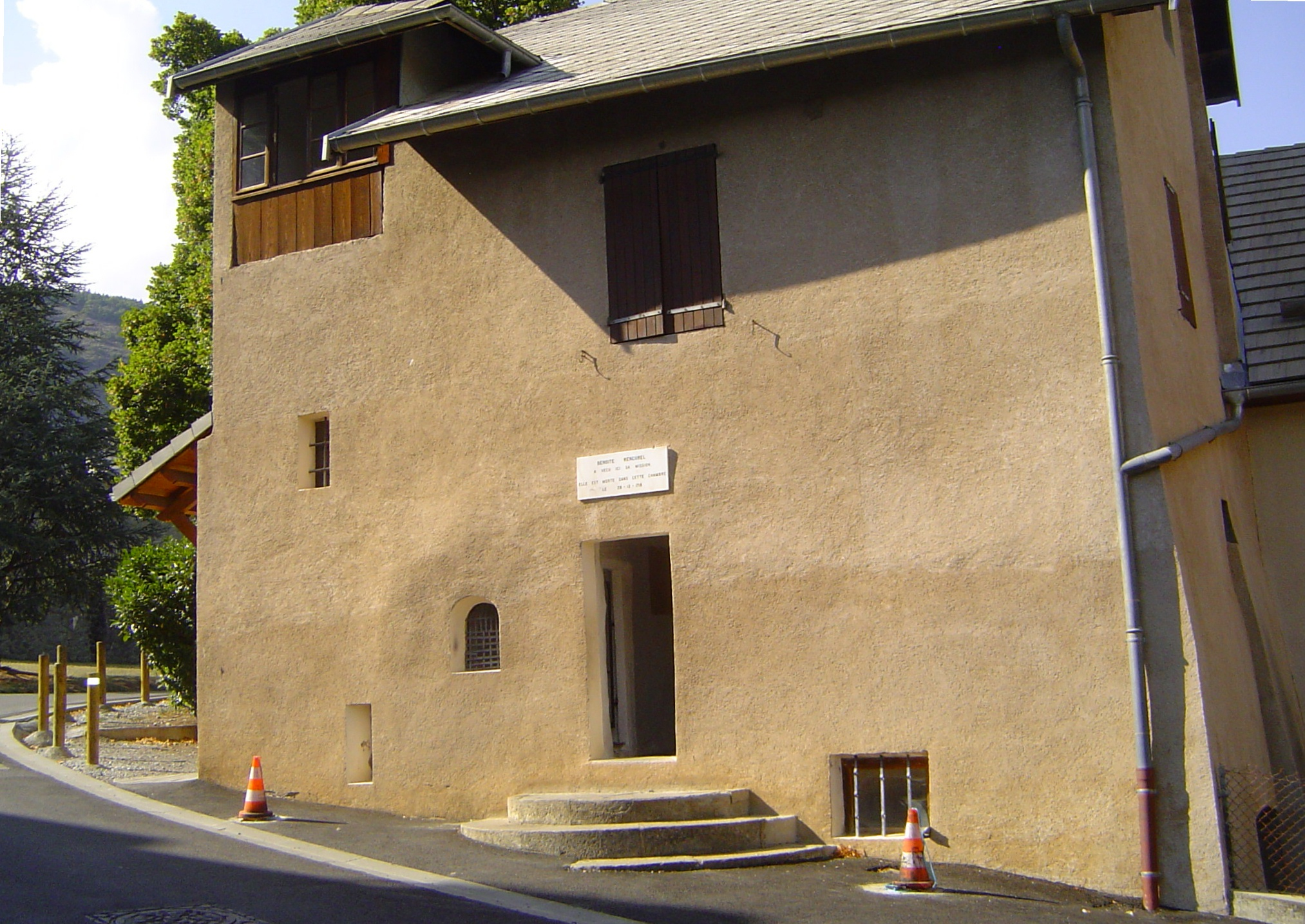
Casa dove è vissuta Benedetta Rencurel dal 1673

Benedetta Rencurel era nata a Saint-Étienne-le-Laus il 17 settembre 1647; precocemente orfana, portava a pascolare il gregge della famiglia Jullien nel Vallone dei Forni (Vallon des Fours), nei dintorni del suo villaggio.
A questa ignorante pastorella, che amava pregare il rosario, nel maggio 1664 sarebbe apparsa la Madonna, tenendo per mano il Bambino: le prime apparizioni sarebbero state silenziose, poi la signora avrebbe svelato la sua identità e, dopo un mese di preannunciato silenzio, avrebbe chiesto infine che venisse costruito in onore del figlio un santuario, al posto di una cappella quasi abbandonata, dedicata a "Notre Dame de Bon Rencontre", in un luogo chiamato Laus.
Guidata dal profumo di violette promesso dalla Signora, Benedetta avrebbe trovato Maria ad attenderla nel posto indicato.

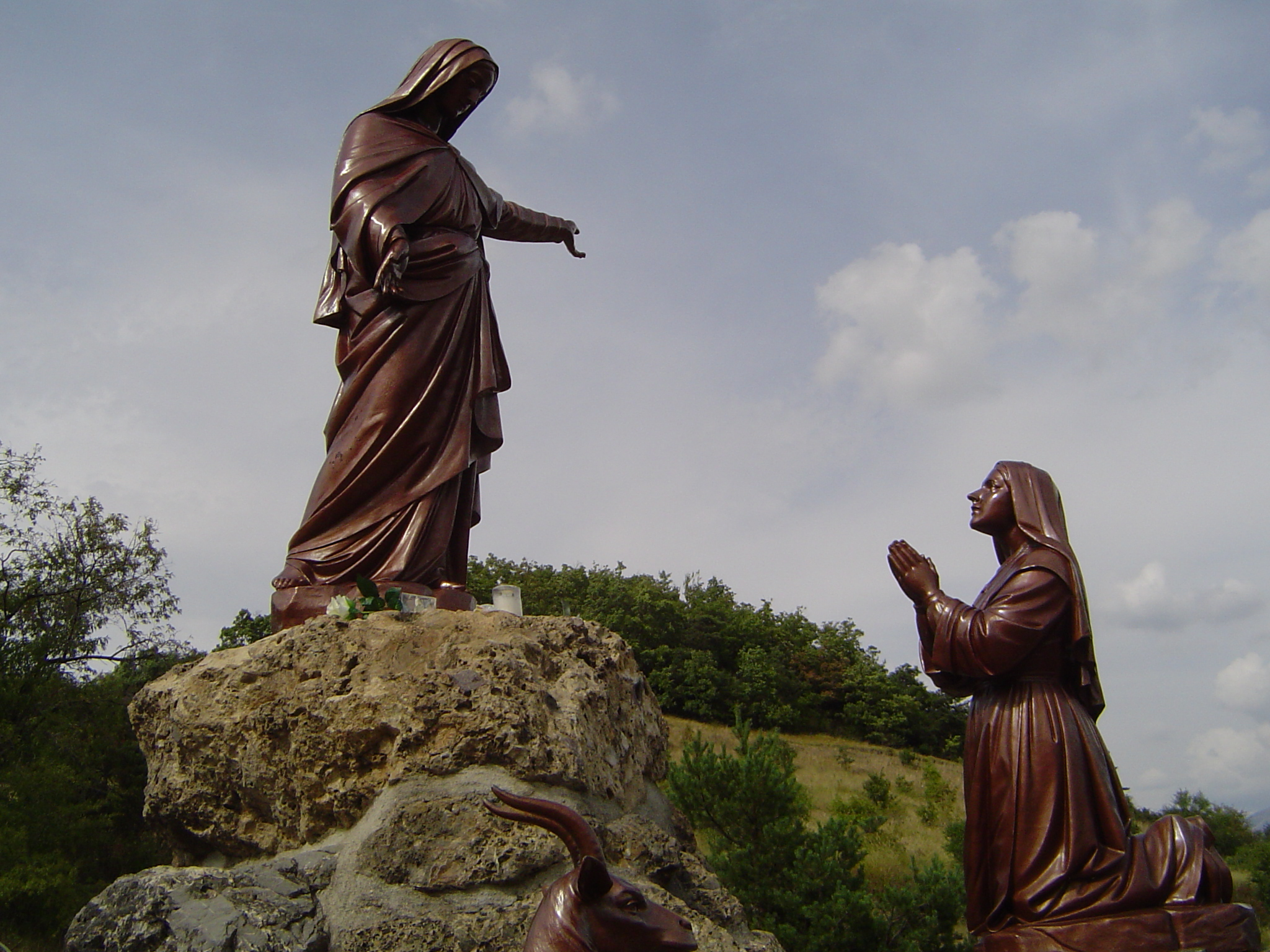
Le statue della Madonna e di Benedetta.

Le apparizioni sarebbero durate cinquantaquattro anni, con frequenza prima quotidiana poi mensile, intervallate da periodi in cui la Vergine Maria non si sarebbe presentata più alla veggente. Nel 1672 la veggente si trasferì al Laus, per ricevere i pellegrini che cominciavano ad affluire numerosi, e offrire accoglienza e preghiera, ma avrebbe subito anche vessazioni di origine diabolica. L'anno successivo le sarebbe apparso Gesù in Croce, e da quel momento Benedetta disse di aver vissuto in prima persona i dolori della Passione.
Iniziò poi un periodo di gravi difficoltà: dopo aver dovuto abbandonare Laus per un certo periodo, trasferendosi a Marsiglia, a causa dell'occupazione militare del duca di Savoia, i preti giansenisti cui era stato affidato il santuario cercarono invano di farla entrare in convento, ma la sua scelta fu quella di rimanere in contatto con i pellegrini per esortarli alla conversione.
Il 28 dicembre 1718 Benedetta morì e venne sepolta prima nel cimitero del suo paese natale e poi, successivamente, nel santuario del Laus, davanti all'altare maggiore.

## Il riconoscimento da parte della Chiesa cattolica
Le apparizioni sono state riconosciute ufficialmente dal vescovo di Gap Jean-Michel di Falco il 4 maggio 2008.
Nostra Signora del Laus è conosciuta anche con il titolo Refugium Peccatorum.